# بچه‌ها در شهر اسباب‌بازی (فیلم ۱۹۳۴)
بچه‌ها در شهر اسباب‌بازی (به انگلیسی: Babes in Toyland) یک فیلم کریسمسی موزیکال کمدی با بازی لورل و هاردی است.
فیلم بر اساس اپرای محبوب ویکتور هربرت، بچه‌ها در شهر اسباب بازی است. این فیلم سیاه و سفید فیلم‌برداری شده‌است و بعدها رنگ آمیزی شد.

## داستان

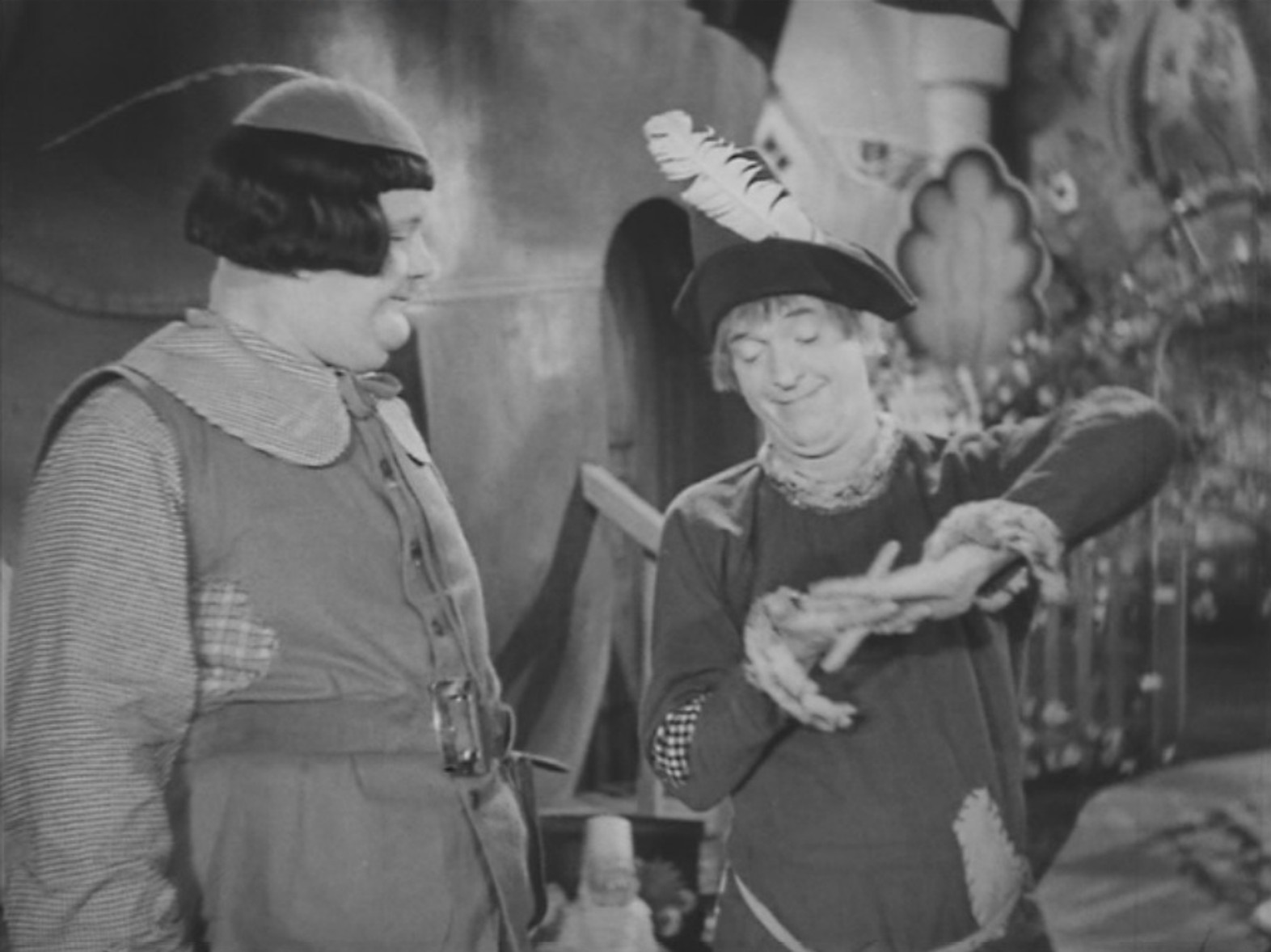
اولی دی و استنی دام

استنی دام (استن لورل) و اولی دی (الیور هاردی) به همراه مادر پیپ، بو پیپ (شارلوت هنری) در یک کفش زندگی می‌کنند. رهن کفش دست شرور داستان سیلاس بارنابی است (هنری براندون)، که به دنبال ازدواج با بو-پیپ است. و مادر پیپ در پرداخت هزینه در مشکل است و …

## گزیدهٔ بازیگران
- ویرجینیا کارنز
- شارلوت هنری
- فلیکس نایت
- فلورنس رابرتس
- هنری براندون
- استن لورل
- اولیور هاردی
- آنجلو روسیتو
- زبدی کُلت
- بیلی بلچر
- جین دارلینگ
- جانی دونز
- جان جورج
- سامنر گچل
- کیوپی مورگان
- چارلی راجرز
- تاینی سندفورد
- ماری ویلسون
- جک هیل
- بابی برنز
- جری تاکر
- ادوارد اِرل
- ویلیام بورِس
- ادی بوردن